# Rhoptropus barnardi
Espèce
Rhoptropus barnardi est une espèce de geckos de la famille des Gekkonidae.

## Répartition
Cette espèce se rencontre  en Afrique du Sud, en Namibie et en Angola.

## Description
Rhoptropus barnardi mesure jusqu'à 46 mm, queue non comprise.
C'est un insectivore diurne terrestre.

## Étymologie
Cette espèce est nommée en l'honneur de Keppel Harcourt Barnard.

## Publication originale
- Hewitt, 1926 : Descriptions of new and little-known lizards and batrachians from South Africa. Annals of the South African Museum, vol. 20, p. 413-431 (texte intégral).